# Liste der Monuments historiques in Valdeblore
Die Liste der Monuments historiques in Valdeblore führt die Monuments historiques in der französischen Gemeinde Valdeblore auf.

## Liste der Bauwerke
| Bezeichnung                 | Beschreibung                  | Standort                              | Kennzeichnung | Schutzstatus | Datum | Bild           |
| --------------------------- | ----------------------------- | ------------------------------------- | ------------- | ------------ | ----- | -------------- |
| Kirche Ste-Croix            | Erbaut im 12. Jahrhundert     | Place de l’église Saint-Dalmas (Lage) | PA00080903    | Classé       | 1943  | weitere Bilder |
| Kirche St-Jacques-le-Majeur | Erbaut im 17./18. Jahrhundert | La Bolline (Lage)                     | PA00080904    | Inscrit      | 1932  | weitere Bilder |

## Liste der Objekte
Zum Verständnis siehe: Kirchenausstattung
- Monuments historiques (Objekte) in Valdeblore in der Base Palissy des französischen Kultusministeriums